# Regime del 4 agosto
Il regime del 4 agosto (in greco Καθεστώς της 4ης Αυγούστου?, Kathestós tis tetártis Avgoústou), comunemente noto anche come regime di Metaxas (Καθεστώς Μεταξά, Kathestós Metaxá), era un regime totalitario sotto la guida del generale Ioannis Metaxas che governò il Regno di Grecia dal 1936 al 1941. Il 4 agosto 1936 , Metaxas, con l'appoggio del re Giorgio II di Grecia, sospese il parlamento greco e continuò a presiedere un governo conservatore, fermamente anticomunista. Il regime trasse ispirazione nel suo simbolismo e nella sua retorica dall'Italia fascista, ma mantenne stretti legami con la Gran Bretagna e la Terza Repubblica francese, piuttosto che con le potenze dell'Asse. In mancanza di una base popolare, dopo la morte di Metaxas nel gennaio 1941 il regime s'incardinò interamente sul re. Anche se la Grecia venne occupata in seguito all'invasione tedesca della Grecia nell'aprile 1941 e il governo greco venne costretto all'esilio nel Regno d'Egitto controllato dagli inglesi, diverse figure di spicco del regime, in particolare il famigerato capo della sicurezza Konstantinos Maniadakis, sopravvissero per diversi mesi nel governo fino a quando il re venne costretto a dimetterli in un compromesso con i rappresentanti della vecchia classe dirigente politica democratica.

## L'ascesa di Metaxas
Metaxas impose il suo regime principalmente per combattere la turbolenta situazione sociale prevalente in Grecia negli anni '30, in cui la faziosità politica aveva sconvolto la democrazia parlamentare greca. La credibilità sprofondante del Parlamento era stata accompagnata da diversi tentativi di colpo di stato; un putsch venizelista fallì nel marzo 1935 e nell'ottobre successivo le elezioni rafforzarono la maggioranza realista, che permise al re in esilio Giorgio II di tornare in Grecia.
Il re ristabilì la monarchia nel paese, ma il parlamento, diviso in fazioni incompatibili, non fu in grado di formare una netta maggioranza politica e di formare un governo. Nel frattempo, la crescente attività del comunisti, i cui 15 deputati delle elezioni del 1936 mantenevano l'equilibrio tra 143 monarchici e 142 liberali, agrari e repubblicani, creò una situazione di stallo.
Nel maggio 1936 scoppiarono diffusi disordini agrari tra i coltivatori di tabacco e disordini industriali nel nord del paese, che alla fine portarono il generale Metaxas a sospendere il parlamento alla vigilia di un grande sciopero, il 4 agosto 1936. Approvato dal re, Metaxas dichiarò uno stato di emergenza, decretò la legge marziale, annullò vari articoli della costituzione ed istituì un governo di crisi per porre fine ai disordini e ripristinare l'ordine sociale. In uno dei suoi primi discorsi, Metaxas annunciò: "Ho deciso di detenere tutto il potere di cui ho bisogno per salvare la Grecia dalle catastrofi che la minacciano".
Nacque così la dittatura di Metaxas e il periodo di tempo che sarebbe seguito prese il nome dal giorno in cui Metaxas salì al potere assoluto: il 4 agosto. Il nuovo regime era sostenuto da piccoli partiti politici estremisti e dai conservatori che si aspettavano un giro di vite contro i comunisti.

## Le influenze classiche

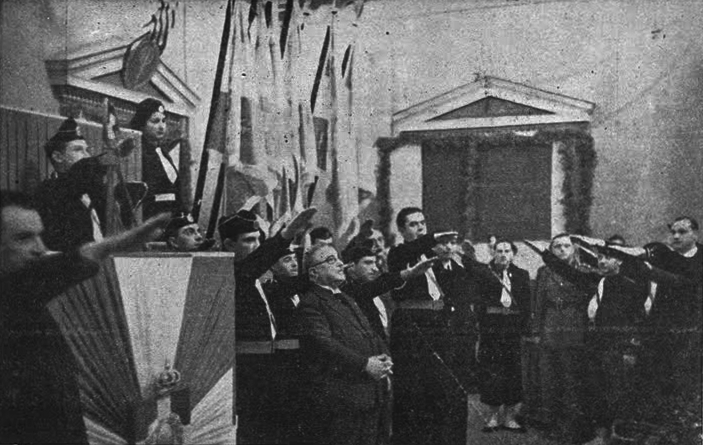
I giovani membri dell'Organizzazione Nazionale della Gioventù (EON) greca fanno il saluto fascista a Ioannis Metaxas.

Le radici del "Nuovo Stato" di Metaxas vennero ricercate nella storia classica della Grecia. Metaxas pensava che il nazionalismo greco avrebbe galvanizzato "i valori pagani dell'antica Grecia, in particolare quelli di Sparta, insieme ai valori cristiani ortodossi orientali dell'impero medievale di Bisanzio". Anche l'antica Macedonia venne glorificata come il primo unificatore politico degli Elleni. Come simbolo principale, l'organizzazione giovanile del regime scelse il labrys, simbolo dell'antica Creta minoica.
Anche i tradizionali valori greci di "paese, lealtà, famiglia e religione", che Metaxas lodava ripetutamente, erano vicini a quelli degli antichi spartani. Il regime promuoveva gli ideali spartani percepiti di autodisciplina, militarismo e sacrificio collettivo, mentre Bisanzio poneva l'accento su uno stato centralizzato e sulla devozione alla monarchia ed alla Chiesa ortodossa greca.

## Le influenze estere
Metaxas considerava l'Estado Novo del Portogallo di António Salazar la sua principale ispirazione e si circondò di elementi di questo e di altri regimi dittatoriali dell'epoca. Così, il suo principale slogan ideologico era anche "Nuovo Stato" (Neon Kratos) e il regime del 4 agosto usava le proprie uniformi, i propri saluti, canti e rituali di tipo militare, incluso il saluto romano (che Metaxas considerava di origine greca come un saluto al dio del sole Apollo e lo chiamava Hellenikos Hairetismos ("saluto ellenico").
Nel caso di Metaxas si può parlare anche di alcune caratteristiche tipiche di stati autoritari come l'Italia e la Germania degli anni '30: la propaganda del regime presentava Metaxas come "il primo contadino", "il primo lavoratore" e come "il padre nazionale" dei greci . Come i suoi contemporanei Hitler con il Führer e Mussolini con il Duce, Metaxas adottò il titolo di Archigos, in greco "leader" o "capo", e sostenne che il suo regime doveva porre le basi per la comparsa di una gloriosa "Terza Civiltà ellenica" che avrebbe unito il meglio dell'antica Grecia e dell'Impero bizantino greco del Medioevo.

## Il totalitarismo greco
Il regime di Metaxas cercò di cambiare in modo completo la Grecia e quindi istituì controlli sulla società, sulla politica, sulla lingua e sull'economia greche. In ciascuna di queste aree politiche, il governo Metaxas sembrava più un'anticipazione della Spagna franchista che una somiglianza dei suoi contemporanei della Germania nazista o dell'Italia fascista.
(Ioannis Metaxas)

### Tentativi di controllo sociale

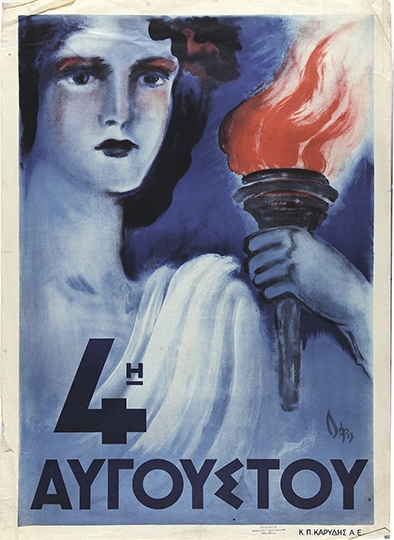
Manifesto di propaganda del regime

Essendo salito al potere con l'intento di ripristinare l'ordine pubblico, lo stato di Metaxas raggiunse ampiamente questo obiettivo, sotto la supervisione di quello che può essere descritto come il suo membro più fascista, il ministro dell'ordine pubblico Konstantinos Maniadakis. Maniadakis creò un secondo falso "partito comunista", pubblicò un falso Rizospastis e ottenne lo scioglimento di tutte le organizzazioni comuniste.
Le politiche di Metaxas come la censura dei media, la messa al bando dei partiti politici e la proibizione di scioperi copiavano i regimi autoritari europei contemporanei. Come i suoi contemporanei di estrema destra d'Italia e di Germania, anche lo Stato greco aveva la sua forza di polizia politica, l'Asfaleia, basata sulla Gestapo (il suo capo Maniadakis mantenne stretti rapporti con Himmler su metodi e tecniche). L'obiettivo dell'Asfaleia era quello di garantire l'ordine pubblico.
Il regime represse anche la musica rebetiko a causa dei testi senza compromessi e favorì la tradizionale musica popolare greca. Le sale di hashish, baglamas e bouzouki vennero bandite o almeno suonarono nel modo in stile orientale e nelle scale. Probabilmente ispirato dal movimento völkisch, ebbe luogo una massiccia promozione della musica popolare greca, attraverso la radio e i festival pubblici, principalmente a causa dell'animosità dello stato nei confronti dei bouzouki e della musica rebetiko. Su questo punto la sinistra comunista greca era d'accordo, considerando il rebetiko come "reazionario".
Subito dopo il suo inizio il regime represse severamente i comunisti e la sinistra. Circa 15.000 persone vennero arrestate ed incarcerate o esiliate per motivi politici; alcuni vennero sottoposti a tortura. Il regime di Metaxas costrinse il partito comunista alla clandestinità e tentò anche di smantellare il vecchio sistema di lealtà dei partiti realisti e venizelisti. Quelle forze principali tuttavia rimasero, come avevano fatto nei decenni precedenti, e riemersero subito dopo i quattro anni del regime di Metaxas.
Sebbene il regime di Metaxas abbia enfatizzato la minaccia comunista per giustificare la sua repressione, non risulta che il regime abbia commesso omicidi politici e abbia istituito la pena di morte. I dissidenti erano, piuttosto, di solito banditi in minuscole isole nel mar Egeo. Ad esempio, il leader liberale Geōrgios Papandreou venne esiliato ad Andros. Il Partito Comunista Greco (KKE), nel frattempo, che era già stato dichiarato fuorilegge, rimase intatto. Le restrizioni legali contro di esso vennero finalmente interrotte nel 1974, durante la metapolitefsi.

### Arte e cultura
Metaxas venne educato nell'Impero tedesco e ammirò la cultura tedesca. Egli sostenne le arti (teatrali, letterarie, musicali, arti visive, ecc.). Collaborò con importanti figure intellettuali dell'epoca, come Stratis Myrivilis, Nikos Kazantzakis, Angelos Sikelianos, Manolis Kalomiris, Angelos Terzakis, "Nelly's" (Elli Seraidari), ed altri, per promuovere le idee del regime, soprattutto presso i giovani.
Un'altra politica degna di nota fu l'uso e la promozione del greco demotico (Demotiki) nel sistema educativo (ma in una forma conservatrice), invece del katharevousa. Manolēs Triantaphyllidēs venne incaricato di creare la grammatica demotica usata.

### Il ruolo della gioventù

L'emblema dell'EON.

La bandiera utilizzata dll'EON durante il regime del 4 agosto.

Al fine di mantenere e mantenere i valori del regime negli anni futuri, Metaxas diede vita all'Ethniki Organosi Neolaias (Εθνική Οργάνωση Νεολαίας, Organizzazione Nazionale della Gioventù, EON).
L'EON riuniva i giovani di tutti gli strati economici e sociali in un unico corpo. L'educazione dei ragazzi enfatizzava la disciplina e l'allenamento fisico, mentre alle ragazze veniva insegnato a diventare mogli solidali e madri premurose per allevare una nuova generazione più forte e più sana. L'EON pubblicava una rivista quindicinale chiamata Neolaia (Νεολαία, greco per "Gioventù"), che ebbe molta influenza sia nelle scuole che nell'istruzione superiore.
La visione di Metaxas era quella di creare, attraverso i giovani, la "Terza civiltà ellenica", una continuità dell'antica civiltà greca e bizantina.
L'EON venne sciolta dalle autorità d'occupazione italo-tedesca in Grecia in seguito alla sua vigorosa resistenza all'invasione.

### Il nazionalismo
Come nella maggior parte degli altri regimi totalitari, il regime del 4 agosto adottò un forte programma nazionalista: sebbene Metaxas fosse contrario all'invasione dell'Asia Minore come parte della Megali Idea, usò un forte linguaggio nazionalista nei confronti delle minoranze greche nei paesi vicini e nel rispondere alle minacce dei vicini della Grecia nell'Europa sudorientale ancora instabile. Come con molti stati nazionali dell'epoca, usò un linguaggio che esaltava la razza del suo popolo.
Le minoranze etniche e linguistiche (principalmente greci slavofoni) vennero perseguitate sotto il governo di Metaxas. Il regime, tuttavia, era tollerante nei confronti degli ebrei greci, abrogando le leggi antisemite dei regimi precedenti. Una grande comunità di ebrei sefarditi era presente nella regione di Salonicco, che venne annessa alla Grecia nel 1913, e gli ebrei erano in gran parte contrari al venizelismo. Metaxas era fermamente contrario alle fazioni irredentiste degli slavofoni della Grecia settentrionale (la maggior parte dei quali erano bulgari), alcuni dei quali subirono persecuzioni politiche a causa della difesa dell'irredentismo nei confronti dei paesi vicini.
Il regime di Metaxas continuò la repressione dell'uso delle lingue slave sia in pubblico che in privato e delle espressioni del carattere distintivo culturale slavo. Durante la seconda guerra mondiale, gli slavofoni che s'identificano i Greci combatterono nell'Esercito ellenico nella difesa della Grecia, mentre quelli che non lo fecero, collaborarono con le forze di occupazione in seguito alla capitolazione della Grecia.
Ancora una volta, contrariamente ad alcuni regimi totalitari, non vennero mai istituite uccisioni di massa e non ci sono prove che ne siano state pianificate.

### Politica economica

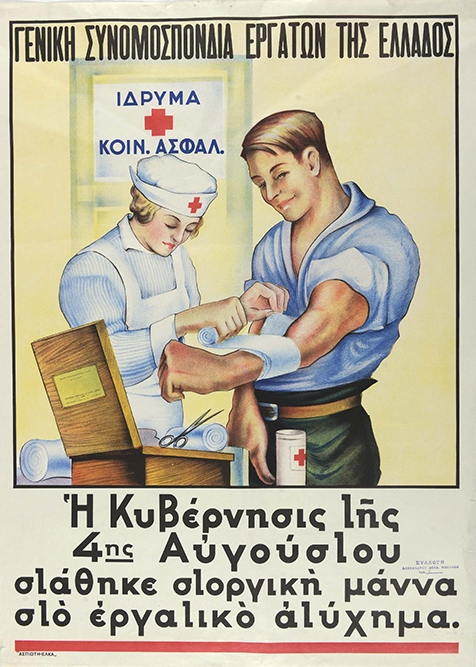
Manfesto del regime di Metaxas e della Confederazione Generale dei Lavoratori Greci che promuove l'Istituto di previdenza sociale (IKA)

Uno dei principali obiettivi del governo del 4 agosto era il ripudio del vecchio sistema capitalista e la sua sostituzione con un sistema economico corporatista al fine di promuovere la solidarietà nazionale e sociale. Questa idea "si armonizzava perfettamente con le convinzioni di Metaxas sulla solidarietà sociale e nazionale, nonché con il suo rifiuto dell'individualismo e della lotta di classe". Il piano per la creazione di uno stato corporativo venne manifestato nei primi giorni del regime da dichiarazioni pubbliche di Metaxas e dei ministri del governo.
A tal fine, il vice premier e ministro delle finanze Konstantinos Zavitsianos "ha pubblicato dettagli su un'organizzazione sindacalista orizzontale (secondo i rami di produzione), non verticale (secondo la classe sociale)" dello Stato. Tuttavia, a causa della crisi esterna con l'Italia, il piano dovette essere temporaneamente rinviato con il risultato che non si concretizzò mai del tutto.
Il governo di Metaxas, inizialmente impopolare, guadagnò popolarità anche attraverso un elaborato programma per socializzare l'economia greca, tra cui:
- Assicurazione contro la disoccupazione.
- Congedo di maternità.
- Una settimana lavorativa di cinque giorni e 40 ore.
- Due settimane retribuite garantite (o due settimane retribuite doppie in luogo di ferie).
- Standard di sicurezza sul lavoro più severi.

Molti elementi di questo programma persistono nella politica economica greca. Il regime di Metaxas fondò il Centro dei lavoratori (Εργατικό Κέντρο), istituito per occuparsi, tra le altre cose, degli alloggi e delle attività ricreative dei lavoratori.
Il regime del 4 agosto stabilizzò inizialmente la dracma, che soffriva di un'inflazione elevata. Sfruttando la ritrovata solidità della moneta, il governo di Metaxas avviò grandi programmi di lavori pubblici (come l'Aeroporto Internazionale Ellinikon), tra cui il drenaggio del terreno, la costruzione di ferrovie, miglioramenti stradali e l'ammodernamento delle infrastrutture di telecomunicazione.
Il programma economico di Metaxas ebbe un successo iniziale, con un marcato aumento del reddito pro capite e un temporaneo calo della disoccupazione in Grecia tra il 1936 e il 1938 (la disoccupazione salì alle stelle dopo il 1938). Sfruttando questo successo, il governo istituì la cancellazione del debito per gli agricoltori ed istituì un prezzo minimo su alcuni prodotti agricoli per ridistribuire la ricchezza nelle campagne.
Anche nel settore della legislazione il codice civile greco venne finalmente completato da una commissione giurista; un piano in sospeso dagli anni di Ottone di Grecia.

### Altro
Un'altra organizzazione istituita dal regime fu per la prima volta una radio di stato; la YRE (oggi ERT), adatta anche alla propaganda del regime.
Inoltre, durante gli anni del regime, venne fatta la prima legge per istituire i Parchi nazionali della Grecia, come esempio della fisiolatria, promossa dal regime. Tuttavia, durante questi anni, il fiume Ilissos venne coperto ad Atene.

## Differenze dagli altri regimi di estrema destra
C'è qualche dibattito su come il regime si rapporta ad altri regimi di estrema destra degli anni '30, in particolare l'Italia fascista e la Germania nazista. Alcune delle principali e importanti differenze del regime di Metaxas rispetto ad altri governi di estrema destra includono:
- Il discorso antimperialista del regime.
- La posizione filoebraica di Metaxas e la tolleranza verso le minoranze religiose.
- L'assenza di una base politica di massa per il regime, sotto forma di partito o movimento politico.
- Nessuna architettura o monumento rappresentativo.

## La fine del regime

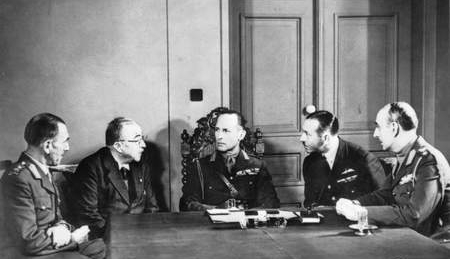
Ioannis Metaxas con re Giorgio II e Alexandros Papagos durante un incontro del Consiglio di guerra anglo-greco.

La politica estera era una delle principali preoccupazioni del regime del 4 agosto. Metaxas, che aveva studiato in Germania da giovane, era filo-tedesco, mentre il re era filo-britannico. Ciò causò accese discussioni tra i due, ma la realtà dell'Europa degli anni '30 era che la sicurezza della Grecia dipendeva meno dalla Germania che dal suo tradizionale alleato e protettore, il Regno Unito, che era la grande potenza che dominava il Mar Mediterraneo orientale con la sua flotta. Inoltre, i grandiosi piani del leader italiano Benito Mussolini di costruire un nuovo impero romano nel Mediterraneo si scontrarono direttamente con le pretese greche di controllare il Mar Egeo e le isole del Dodecaneso (allora sotto controllo dell'Italia) ed esercitare una maggiore influenza in Albania.
Con l'aumento delle tensioni e della minaccia di guerra in Europa poco prima della seconda guerra mondiale, la situazione era quasi identica a quella precedente alla prima guerra mondiale, quando la Grecia aveva forti affinità filo-tedesche nel governo, ma dipendeva dalla Gran Bretagna per la sua sicurezza. La maggior parte degli osservatori prevedeva che la Grecia avrebbe tentato di rimanere neutrale. Metaxas tentò effettivamente di mantenere una stretta neutralità, ma l'espansionismo italiano alla fine portò ad un ultimatum italiano e alla campagna italiana di Grecia. Tuttavia, le forze greche respinsero completamente l'invasione e respinsero gli italiani in Albania, dove era stata lanciata l'invasione. In effetti, alcuni territori in Albania dove vive la minoranza greca vennero dichiarati "alliberati" e i piani di Metaxas erano di unirli al resto della Grecia.
Metaxas morì improvvisamente nel gennaio 1941 in circostanze oscure. La sua morte sollevò speranze di una liberalizzazione del suo regime e del ripristino del governo parlamentare, ma re Giorgio annullò queste speranze quando mantenne in vigore la macchina del regime. Nel frattempo, Adolf Hitler fu costretto con riluttanza a deviare le truppe tedesche per salvare Mussolini dalla sconfitta ed entrò nella campagna di Grecia attraverso la Jugoslavia e la Bulgaria il 6 aprile 1941. Il primo ministro successore di Metaxas, Alexandros Korizis, si suicidò il 18 aprile 1941, quando i tedeschi si avvicinarono ad Atene. Il 27 aprile 1941 Atene venne occupata dai tedeschi.
Nonostante l'assistenza britannica, alla fine di maggio i tedeschi avevano invaso la maggior parte del paese. Il regime del 4 agosto crollò il 29 maggio 1941. Il re e il governo fuggirono a Creta, dove rimasero fino alla fine della Battaglia di Creta. Poi si trasferirono in Egitto, dove venne istituito un governo greco in esilio. Una destinazione alternativa di Cipro venne respinta dagli inglesi, che temevano che potesse rafforzare rivendicazioni greche sull'isola.
Nel frattempo, in Grecia un governo fantoccio fascista venne messo al potere dalle potenze dell'Asse.

## Eredità
Quando l'occupazione dell'Asse finì, la Grecia cadde nella guerra civile tra le forze di sinistra dominate dai comunisti, operanti in Grecia e dalle basi nel sud della Jugoslavia, e le forze allineate con Stati Uniti e Regno Unito della destra. Questo fu il primo grande combattimento di lunga durata della guerra fredda, uno dei primi esercizi della politica statunitense di contenimento e un argomento della Dottrina Truman del presidente degli Stati Uniti Harry Truman. Gli allineamenti erano molto diversi dallo scisma nazionale venizelista-monarchico, poiché la maggior parte dei venizelisti sostenne l'alleanza di destra durante la guerra civile.